# Voro
Salvador González Marco, más conocido como Voro (La Alcudia, Valencia, 9 de octubre de 1963) es un exfutbolista y entrenador español. Jugaba de central y lateral derecho y se formó en la cantera del Valencia Club de Fútbol, club en el que debutó en 1983 y jugó ocho temporadas logrando ser internacional por España. Luego formó parte del histórico Deportivo de La Coruña de principios de los años 90 y se retiró del fútbol en activo en 1998 en el CD Logroñés. 
Hasta la destitución de Gennaro Gattuso el 30 de enero de 2023, cuando se convirtió por octava vez en entrenador interino, venía ejerciendo el cargo de Director de Organización del primer equipo del Valencia Club de Fútbol desde agosto de 2017.
Anteriormente entre 2005 y 2017 fue delegado del primer equipo, llegando a ser técnico interino hasta en ocho ocasiones al disponer de carnet de entrenador: en 2008, 2012, 2015, 2016, 2017, 2020, 2021 y 2023.
Es, además, uno de los técnicos con mejor porcentaje de victorias en la historia del club y uno de los más valorados y queridos por la afición valencianista al haber ayudado siempre al equipo en los momentos difíciles, aportando dosis de sensatez y valencianismo.

## Trayectoria

### Como jugador
Formado en las categorías inferiores del Valencia Club de Fútbol, jugaba en el CD Mestalla cuando fue cedido con 21 años al CD Tenerife en la temporada 1984/85. Maravilló al público de la isla, y a su regreso pasó a ocupar un puesto en el primer equipo del Valencia CF, ya fuera como titular o como primer recambio de alguno de los defensores titulares: Arias, Giner o Camarasa. Fuerte en el juego aéreo y con un ágil juego de piernas, sufrió con 22 años el triste descenso del club en 1986 pero formó parte del inmediato ascenso y del retorno a las competiciones europeas. 
Un total de 8 temporadas en el Valencia con 288 partidos oficiales disputados, hasta que con 29 años, en 1993 termina su contrato y no acepta una discreta oferta de renovación, ya que el club optaba por dirigir sus esfuerzos económicos al central rumano Belodedici. Firmó libre por el Deportivo de La Coruña, que empezaba a ser el "SuperDépor" y casi gana la liga en su primera temporada, la 1993/94, siendo una de las piezas claves del equipo gallego. Su gran papel le sirvió para debutar en la selección con 30 años el 13 de octubre de 1993 y para ser convocado incluso para el Mundial 1994. La siguiente temporada, 1994/95, es partícipe del primer título del Deportivo, la Copa del Rey de 1995, jugando precisamente la final contra el equipo de su vida, el Valencia, y también conquista la Supercopa de España contra el Real Madrid. 
Tras tres temporadas triunfales en el club gallego, y ya con 33 años, fichó por el CD Logroñés donde permaneció dos temporadas, la segunda de ellas en Segunda División, y en la que las lesiones, que se cebaron con él, le obligaron a retirarse en 1998.

### Como entrenador
Durante la temporada 2001/02 comenzó su carrera como entrenador en el Levante UD "B", donde no pudo conseguir el ascenso a 2.ª B. En 2002 fue entrenador del Valencia CF "B", filial valencianista, y desde 2005 pasó a ser el delegado del primer equipo del Valencia Club de Fútbol, sustituyendo al mítico Manolo Maciá, que a su vez había sustituido cuatro años antes a otro mítico como Juan Cruz Sol. 

#### 2008: Sustituye a Koeman
No entraba en sus planes ser entrenador del primer equipo, pero tuvo que serlo con carácter de urgencia en la temporada 2007/08 durante las cinco últimas jornadas para salvar al equipo del descenso de categoría tras la destitución del holandés Ronald Koeman. Fue en la 34.ª jornada, con el elenco "che" en el puesto 15.º, el 27 de abril de 2008, cuando debutó como técnico con José Manuel Ochotorena, entrenador de porteros, como su ayudante. El fútbol del equipo volvió a ser ordenado y derrotó 3-0 a Osasuna en Mestalla con goles de Villa, Mata y Joaquín, y contando nuevamente con futbolistas como Cañizares (que fue titular) y Angulo (que entró en los minutos finales), apartados del equipo por Koeman. El siguiente partido fue una sufrida goleada ante el FC Barcelona en el Camp Nou (6-0), con muchas bajas; que al menos sirvió para volver a ver jugar a Albelda, que entró en el segundo tiempo. A continuación llegaron tres victorias consecutivas (1-0 al Zaragoza, 1-5 al Levante y 3-1 al Atlético) que tranquilizaron los nervios por un posible descenso, terminando finalmente la campaña en una templada 10.ª posición. Ante la llegada del nuevo técnico, Unai Emery, Voro volvió a su labor de delegado.

#### 2012: Sustituye a Pellegrino
En la temporada 2012/13 se requirieron de nuevo sus servicios para dirigir al equipo el 5 de diciembre de 2012 frente al Lille en el último partido de la fase de grupos de la Champions League tras la fulminante destitución de Mauricio Pellegrino. El partido no era trascendente puesto que sólo estaba en juego el primer puesto del grupo y el conjunto francés no se jugaba nada, pero de nuevo la dinámica negativa se volvió positiva y el Valencia venció 0-1, con gol de Jonas de penalti. El siguiente encuentro ya lo dirigió el nuevo técnico Ernesto Valverde.

#### 2015: Sustituye a Nuno
La tercera vez en la que Voro fue requerido para dirigir interinamente al equipo fue en la temporada 2015/16, tras la destitución de Nuno Espírito Santo. Fue durante dos encuentros y con el británico Phil Neville como su ayudante. El primero de ellos, de Copa frente al Barakaldo de 2.ª B, el 2 de diciembre de 2015 en la ida de dieciseisavos de final, venciendo 1-3 con goles de Cancelo, Gayà y Parejo, y el segundo partido fue de Liga, tres días después, en la 13.ª jornada frente al FC Barcelona en Mestalla (1-1). La imagen del equipo mejoró muchísimo y se vieron ubicaciones y cambios lógicos, cosa que agradó notablemente a la afición. Las numerosas bajas forzaban a convocar a jóvenes canteranos como Tropi y Fran Villalba, aunque solo pudo tener minutos el primero. El siguiente encuentro ya lo dirigió el nuevo técnico Gary Neville y Voro regresó a sus labores de delegado.

#### 2016: Sustituye a Ayestarán
La siguiente temporada, la 2016/17, no pudo arrancar peor y el técnico Pako Ayestarán fue destituido tras cosechar cuatro derrotas en las cuatro primeras jornadas y dejar al equipo colista en solitario. Voro fue elegido para sustituirle de forma temporal a partir del 20 de septiembre de 2016, dirigiendo al equipo en la quinta jornada frente al Deportivo Alavés en Mestalla, consiguiendo la primera victoria de la temporada (2-1), y en la siguiente jornada lograría la segunda venciendo 1-2 al Leganés en Butarque con goles de Nani y Mario Suárez. En la séptima jornada, el 2 de octubre de 2016, dirigió su último partido, esta vez frente al Atlético de Madrid, y aunque el equipo plantó cara terminó con derrota por 0-2. El público de Mestalla ovacionó la gran labor de Voro en todas sus etapas como técnico, volviendo éste a la labor que deseaba, la de delegado. El siguiente encuentro lo dirigió el técnico italiano Cesare Prandelli.

#### 2017: Sustituye a Prandelli
El 30 de diciembre de 2016, el técnico italiano Cesare Prandelli presentó su dimisión irrevocable y el club nombró de nuevo a Voro como técnico interino. El 11 de enero de 2017, tras una derrota en la Copa y un empate en la Liga, fue confirmado en su puesto hasta final de temporada, con lo cual afrontó su etapa más larga al frente del banquillo valencianista. Dos victorias consecutivas frente a Espanyol y Villarreal hicieron que el equipo cogiera oxígeno y distancia con los puestos de descenso. Finalmente, dejó al equipo valencianista en la 12.ª posición de la tabla y al finalizar la temporada se hizo oficial su nuevo cargo en el club como Director de Organización del primer equipo.

#### 2020: Sustituye a Celades
El 29 de junio de 2020 fue nombrado por sexta vez entrenador interino para dirigir al equipo en las últimas seis jornadas de la temporada 2019/20. Sustituía a Albert Celades, que se encontraba con un vestuario que le había dado completamente la espalda. La relación del equipo con el técnico y la directiva tras el parón por la pandemia de COVID-19 eran prácticamente nulas. El objetivo de alcanzar puestos europeos aún era posible (el equipo era 8.º) pero el conjunto ya no funcionaba y pareció bajar los brazos. En los seis encuentros se distribuyeron: 2 victorias, 1 empate y 3 derrotas, que dejaron al equipo finalmente 9.º en la clasificación, lo cual Voro consideró un fracaso de temporada.

#### 2021: Sustituye a Gracia
El 3 de mayo de 2021 se convirtió en entrenador interino por séptima vez, en esta ocasión, para las últimas cuatro jornadas de la temporada 2020-21 en sustitución del navarro Javi Gracia, con el equipo 14.º en la clasificación a 6 puntos de los puestos de descenso. La victoria por 3-0 ante el Real Valladolid dio la tranquilidad definitiva al Valencia, alejándolo de los puestos de descenso. El conjunto che finalizó 13.º tras lograr dos victorias, un empate y una derrota.

#### 2023: Sustituye a Gattuso
El 30 de enero de 2023 fue nombrado por octava vez entrenador interino como sustituto de Gennaro Gattuso tras la derrota en la 19.ª jornada de Liga por 1-0 ante el Real Valladolid. El 14 de febrero de 2023, fue relevado por Rubén Baraja.

## Selección nacional
Fue internacional con la Selección de fútbol de España en 9 partidos, con Javier Clemente como seleccionador. Su debut se produjo el 13 de octubre de 1993 ante Irlanda en Dublín ganando el combinado español por 1-3. Fue convocado además para el Mundial 94 en el que disputó un único partido ante Bolivia.

## Clubes como jugador
| Club                   | País   | Año       | Partidos | Goles |
| ---------------------- | ------ | --------- | -------- | ----- |
| CD Mestalla            | España | 1983-1984 |          |       |
| CD Tenerife            | España | 1984-1985 | 45       | 2     |
| Valencia CF            | España | 1985-1993 | 254      | 10    |
| Deportivo de la Coruña | España | 1993-1996 | 132      | 1     |
| CD Logroñés            | España | 1996-1998 | 47       | 2     |

### Palmarés
| Título              | Club                   | País   | Año  |
| ------------------- | ---------------------- | ------ | ---- |
| Segunda División    | Valencia CF            | España | 1987 |
| Copa del Rey        | Deportivo de la Coruña | España | 1995 |
| Supercopa de España | Deportivo de la Coruña | España | 1995 |

## Clubes como entrenador
| Club              | País              | Año               | P  | PG | PE | PP | % pts. |
| ----------------- | ----------------- | ----------------- | -- | -- | -- | -- | ------ |
| Valencia CF       | España            | 2008              | 5  | 4  | 0  | 1  | 80%    |
| Valencia CF       | España            | 2012              | 1  | 1  | 0  | 0  | 100%   |
| Valencia CF       | España            | 2015              | 2  | 1  | 1  | 0  | 66.67% |
| Valencia CF       | España            | 2016              | 3  | 2  | 0  | 1  | 66.67% |
| Valencia CF       | España            | 2017              | 25 | 10 | 4  | 11 | 45.33% |
| Valencia CF       | España            | 2020              | 6  | 2  | 1  | 3  | 38.89% |
| Valencia CF       | España            | 2021              | 4  | 2  | 1  | 1  | 58.33% |
| Valencia CF       | España            | 2023              | 3  | 0  | 0  | 3  | 0%     |
| Total en Valencia | Total en Valencia | Total en Valencia | 48 | 22 | 7  | 19 | 50.69% |